# Arrondissement d'Usedom-Wollin

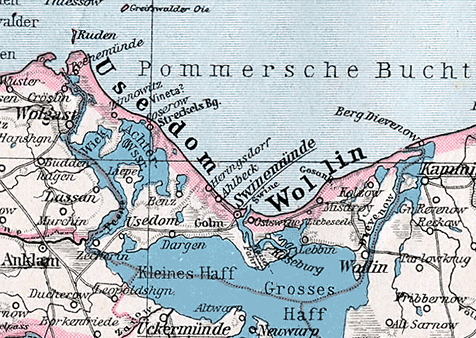
Le territoire de l'arrondissement en 1905

L'arrondissement d'Usedom-Wollin est un arrondissement prussien de Poméranie-Occidentale, qui comprend les deux îles d'Usedom et Wollin et existe jusqu'en 1945. De 1945 à 1952, la partie de l'arrondissement restée avec l'Allemagne après la Seconde Guerre mondiale forme l'arrondissement d'Usedom, dont le territoire appartient aujourd'hui à l'arrondissement de Poméranie-Occidentale-Greifswald dans le Mecklembourg-Poméranie-Occidentale. La partie orientale de l'ancien arrondissement est placée sous administration polonaise par les forces d'occupation soviétiques après la Seconde Guerre mondiale et comprend aujourd'hui la ville de Świnoujście (Swinemünde) et une partie du powiat de Kamień dans la voïvodie polonaise de Poméranie-Occidentale .

## Histoire
L'Ancienne-Poméranie-Antérieure, tombée aux mains de la Prusse en 1720, est divisée au XVIIIe siècle en cinq arrondissements :  Anklam, Demmin, Randow (de), Usedom et Wollin. Les arrondissements d'Usedom et de Wollin ont un administrateur commun et sont également considérés comme un seul arrondissement dans certaines représentations,. L'arrondissement d'Usedom comprend l'île d'Usedom, qui comprend à cette époque également Caseburg (de), qui devient plus tard une île, et l'arrondissement de Wollin comprenait l'île de Wollin,. Lors de la réforme de l'arrondissement de 1818, dans le district de Stettin, un arrondissement commun d'Usedom-Wollin avec la ville de district de Swinemünde est finalement créé,. En 1871, l'arrondissement comprend les trois villes de Swinemünde, Usedom et Wollin, 89 communes et 38 districts de domaine
Le 30 septembre 1929, une réforme régionale a lieu dans l'arrondissement d'Usedom-Wollin, comme dans le reste de la Prusse, dans laquelle la plupart des districts de domaine sont dissous et attribués aux communes voisines.
Au printemps 1945, le territoire de l'arrondissement est occupée par l'Armée rouge. Après la fin de la guerre, l'île entière de Wollin ainsi que la ville de Swinemünde et la commune de Kaseburg (de) sur l'île d'Usedom sont placées sous l'administration de la République populaire de Pologne par la puissance occupante soviétique. La partie restante de l'arrondissement est incorporée à la zone d'occupation soviétique sous le nom d'arrondissement d'Usedom et appartient à la RDA à partir de 1949. L'administration de l'arrondissement est à Bansin d'octobre 1945 à mars 1946, puis à Ahlbeck jusqu'à la dissolution de l'arrondissement.
L'arrondissement d'Usedom est dissous le 25 juillet 1952 dans le cadre de la réforme administrative en RDA. Son territoire, avec des parties des arrondissements d'Anklam et de Wolgast, forme l'arrondissement de Wolgast (de), qui est rattaché au district de Rostock. Depuis 1994, l'ancien arrondissement appartient à l'arrondissement de Poméranie-Occidentale-de-l'Est et depuis 2011, il appartient à l'arrondissement de Poméranie-Occidentale-Greifswald.

## Évolution de la démographie
| Année | Habitants | Source |
| ----- | --------- | ------ |
| 1797  | 16 397    | [ 11 ] |
| 1846  | 31 032    | [ 12 ] |
| 1871  | 42 593    | [ 7 ]  |
| 1890  | 49 035    | [ 13 ] |
| 1900  | 52 193    | [ 13 ] |
| 1910  | 55 212    | [ 13 ] |
| 1925  | 67 902    | [ 13 ] |
| 1933  | 69 111    | [ 13 ] |
| 1939  | 77 236    | [ 13 ] |
| 1946  | 38 086    | [ 14 ] |

## Administrateurs de l'arrondissement

### Usedom-Wollin
- 1722-1753 Erdmann Friedrich von Schwerin (de)
- 1753-1783 Gregorius Friedrich von Schmalensee (de)
- 1783-1807 Philipp Sigismund von Lepel (de)
- 1807-1842 Heinrich Ernst Ludwig Karl von Flemming (de)
- 1842-1881 Hermann Ferno (de)
- 1882-1896 Kurt Detloff von Schwerin (de)
- 1896-1901 Richard von Puttkamer
- 1901-1913 Adolf von Bötticher (de)
- 1913-1921 Richard von Puttkamer
- 1921-1929 Hunger
- 1929-1933 Wilhelm Heller (de)
- 1933-1934 Lange
- 1934-1945 Helmut Flörke

### Usedom
- 1946-1948 Werner Jöhren (de)
- 1948-1949 Karl Schwarz (de)
- 1950 –999 Erich Wächter (de)

## Constitution communale
Depuis le XIXe siècle, l'arrondissement d'Usedom-Wollin est divisé en villes, en communes rurales et en districts de domaine. Avec l'introduction de la loi constitutionnelle prussienne sur les communes du 15 décembre 1933 ainsi que le code communal allemand du 30 janvier 1935, le principe du leader est appliqué au niveau municipal. Une nouvelle constitution d'arrondissement n'est plus créée; Les règlements de l'arrondissement pour les provinces de Prusse-Orientale et Occidentale, de Brandebourg, de Poméranie, de Silésie et de Saxe du 19 mars 1881 restent applicables.

## Villes et communes

### Situation de 1939

#### Île d'Usedom
| - Ahlbeck, Seebad - Amtswiek - Balm - Bannemin - Bansin, Dorf - Bansin, Seebad - Benz - Bossin - Dargen - Garz - Gellenthin - Gneventhin - Görke - Gothen - Grüssow - Gummlin | - Heringsdorf - Kamminke - Karlshagen - Karnin - Kaseburg (de) - Katschow - Korswandt - Koserow - Krummin - Liepe - Loddin - Lütow - Mahlzow - Mellenthin - Mölschow - Morgenitz | - Neeberg - Neppermin - Neuhof, Seebad - Neverow - Paske - Peenemünde - Prätenow - Pudagla - Quilitz - Rankwitz - Reestow - Reetzow - Sallenthin - Sauzin - Sellin - Stoben | - Stolpe - Suckow - Swinemünde, ville - Trassenheide - Ückeritz - Ulrichshorst - Usedom, ville - Warthe - Welzin - Wolgasterfähre - Zecherin im Usedomer Winkel - Zecherin im Wolgaster Ort - Zempin - Zinnowitz - Zirchow |

#### Île de Wollin
| - Dannenberg - Dargebanz - Darsewitz - Groß Mokratz - Heidebrink - Jarmbow - Karzig | - Klein Mokratz - Kodram - Kolzow - Körtenthin - Lauen (pl) - Lebbin - Lüskow | - Misdroy - Neuendorf/Wollin - Plötzin - Pritter (de) - Reckow - Rehberg - Soldemin | - Tonnin - Warnow - West Dievenow - Wollin, ville - Wollmirstädt - Zirzlaff - Zünz |

L'arrondissement comprend également
- District de domaine forestier de Friedrichsthal
- District de domaine forestier de Misdroy
- Part de lagune sur Usedom-Wollin
- District de domaine militaire de Peenemünde, depuis 1940

### Communes dissoutes avant 1939
- Kalkofen, 1937 à Lebbin
- Neu Tonnin, 1919 à Tonnin
- Ostswine (pl), 1939 à Świnoujście
- Stengow, 1937 à Lebbin
- Swantuß, à Kolzow dans les années 1930
- Vietzig, 1937 à Lebbin
- Westswine (pl), 1902 à Świnoujście

### Changements de nom
L'initiale C est remplacée en 1937 dans les noms de lieux suivants :
- Camminke → Kamminke
- Caseburg → Kaseburg
- Catschow → Katschow
- Codram → Kodram
- Cörtenthin → Körtenthin
- Corswandt → Korswandt
- Crummin → Krummin
- Neu Codram → Neu Kodram

## Personnalités liées à l'arrondissement
- Robert Klempin (1816-1874), historien né à Swinemünde
- Alfred Ploetz (1860-1940), médecin né à Swinemünde